# Laxenecera auricomata
Laxenecera auricomata là một loài ruồi trong họ Asilidae. Laxenecera auricomata được Hermann miêu tả năm 1919. Loài này phân bố ở vùng nhiệt đới châu Phi.